# Демандоль
Демандо́ль (фр. Demandolx, окс. Demandòus) — коммуна во Франции, находится в регионе Прованс — Альпы — Лазурный Берег. Департамент коммуны — Альпы Верхнего Прованса. Входит в состав кантона Кастеллан. Округ коммуны — Кастелан.
Код INSEE коммуны — 04069.

## Население
Население коммуны на 2008 год составляло 135 человек.
| 1962 | 1968 | 1975 | 1982 | 1990 | 1999 | 2008 |
| ---- | ---- | ---- | ---- | ---- | ---- | ---- |
| 95   | 91   | 83   | 72   | 95   | 94   | 135  |

## Экономика
В 2007 году среди 89 человек в трудоспособном возрасте (15—64 лет) 57 были экономически активными, 32 — неактивными (показатель активности — 64,0 %, в 1999 году было 60,0 %). Из 57 активных работали 50 человек (33 мужчины и 17 женщин), безработных было 7 (2 мужчин и 5 женщин). Среди 32 неактивных 2 человека были учениками или студентами, 13 — пенсионерами, 17 были неактивными по другим причинам.

## Достопримечательности
- Церковь Нотр-Дам-де-Конш (XIII век)
- Часовня Сен-Фортюна (XI век)
- Приходская церковь Сен-Мишель (XVI век)
- Дольмен